# Église de l'Intercession d'Alexandrov
L'église de l'Intercession (en russe: Покровская церковь (Александров)) est un des édifices religieux du Monastère de la Dormition d'Alexandrov situé dans l'enceinte du Kremlin d'Alexandrov, dans la ville d'Alexandrov, en Russie. Elle est construite au XVIe siècle et est parmi les premières églises russes en pierre à utiliser les structures du chatior et du podklet. Actuellement elle est utilisée comme musée et plus comme église.

## Histoire et description
L'église est voisine de la cathédrale de la Trinité et sa construction date probablement de 1571, à l'époque d'Ivan le Terrible. Dans les années 1990 toutefois, l'historien d'art V. V. Kavelmacher ainsi que son fils, historien d'art également Sergueï Zagraïevski, ont estimé, sur base de leurs travaux archéologiques, qu'il fallait faire remonter la construction à 1510. Mais cette hypothèse ne semble pas avoir recueilli l'approbation de l'ensemble des chercheurs.
Cette église en pierre serait, si cette hypothèse est exacte, la première en Russie à utiliser la forme du chatior. Précédemment, il semblait acquis que ce fut à l'église de l'Ascension de Kolomenskoïe, classée par l'Unesco, que cette forme en chatior fut utilisée pour la première fois (date de construction : 1529) pour une église en pierre, au lieu des couvertures traditionnelles russes en dômes, coupoles et bulbes.
À l'origine, l'église de l'Intercession de la Sloboda d'Alexandrov portait le nom de sa voisine église de la Trinité. Puis les noms ont été intervertis et elle est devenue l'église de l'Intercession abandonnant la référence à la Trinité à sa voisine la cathédrale de la Trinité.

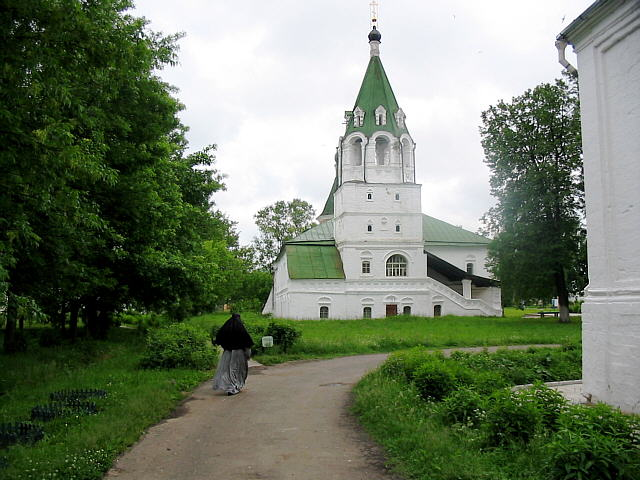
Clocher et entrée  de l'église
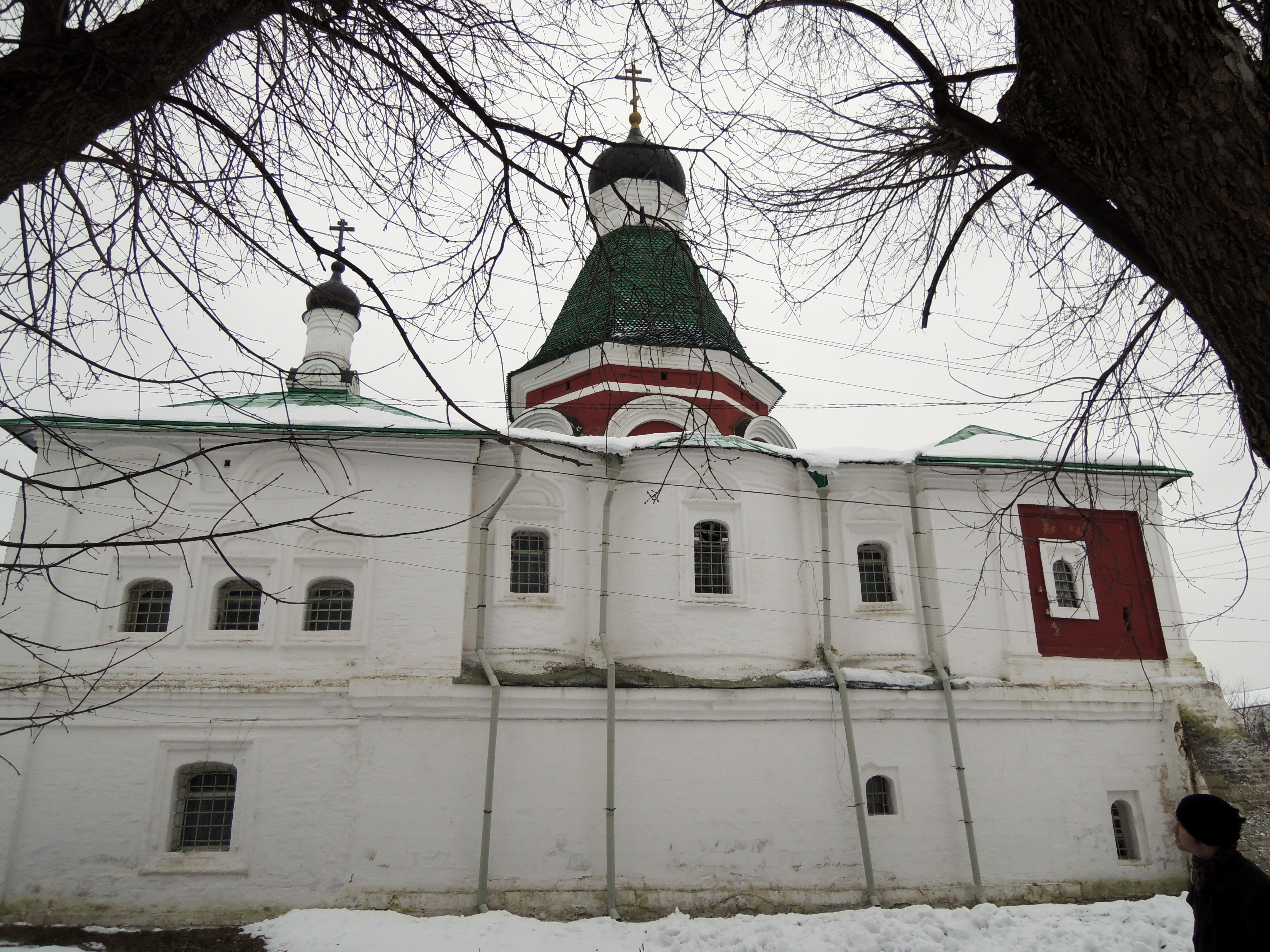
Une des façades de l'église de l'Intercession à Alexandrov avec son podklet/ par  Shakko (hiver 2014)
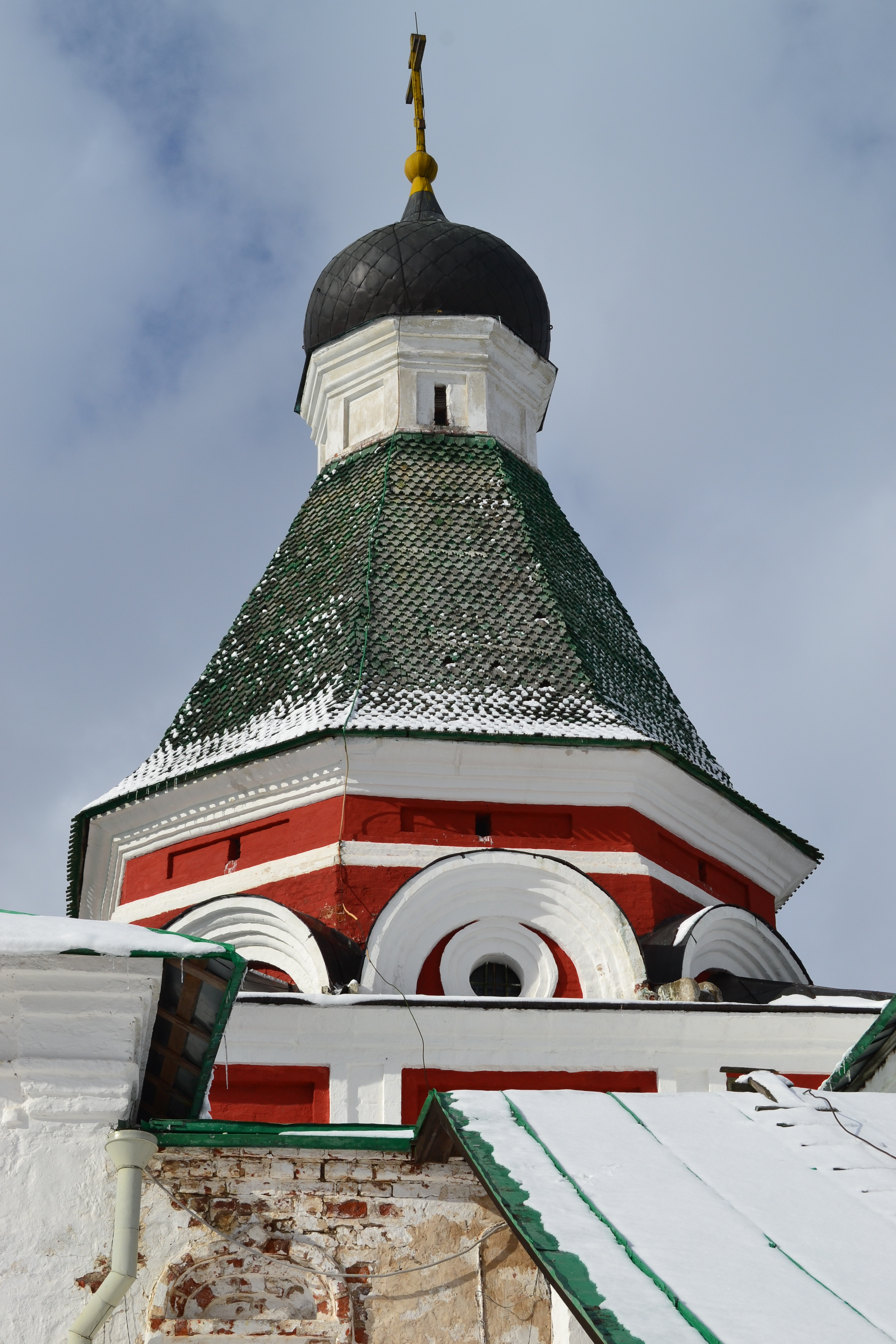
Église de l'Intercession, forme de chatior.

## Architecte

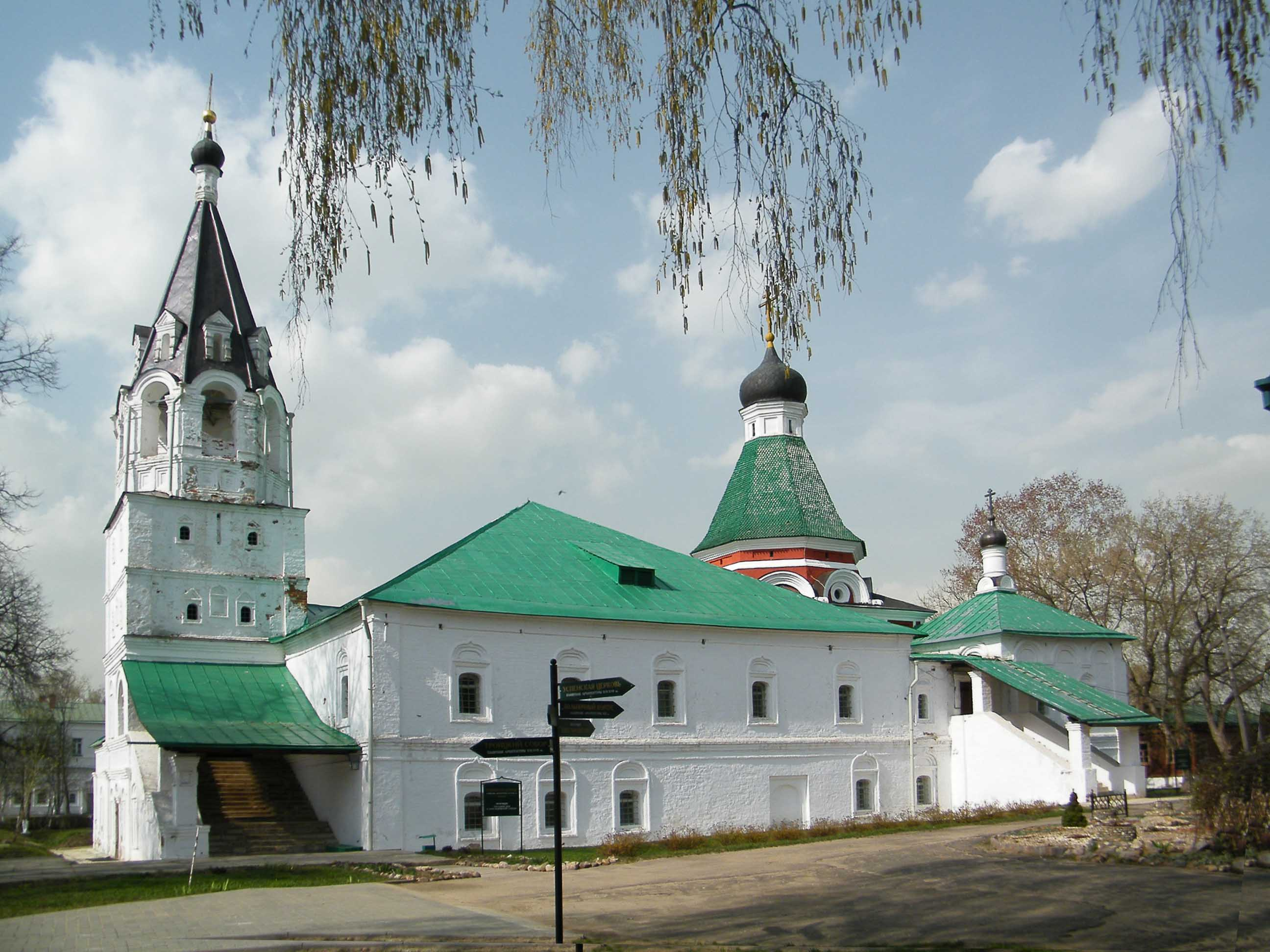
Vue d'ensemble des bâtiments de l'église de l'Intercession.

Selon l'historien d'art Sergueï Zagraïevski, l'architecte de l'église serait Alosius le Jeune, un Italien qui a construit suivant sa compréhension de l'architecture russe, sans renoncer à ses modèles personnels et ses techniques de l'époque de la Renaissance. 
La forme pyramidale de la toiture provient des anciennes églises en bois de Russie.
Elle ne va pas tarder à se répandre comme modèle pour les églises construites en pierre blanche à Moscou et en province. Elle formera ainsi une alternative aux églises à coupoles et à dômes, qui provenaient de Byzance. Ces dernières présentent une protection moins grandes aux intempéries, au poids de la neige sur le toit, dans un pays dont le climat leur convient moins que les édifices aux toits plus pentus .  

## Restauration et achèvement

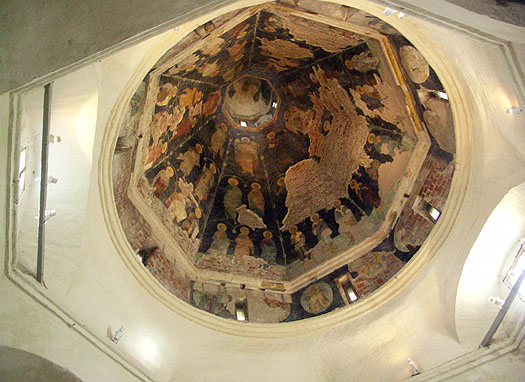
Fresques du chatior

Au XVIe siècle, l'intérieur de l'église a été peint. Les fresques du chatior ont été conservées ainsi que des fragments dans d'autres parties de l'édifice.
Au XVIIe siècle, l'église a vu se construire dans l'enceinte de la sloboda de nouveaux édifices et se trouva noyée parmi ceux-ci. On peut citer le campanile à plusieurs niveaux, qui possédait une horloge dont les mécanismes ont été conservés au musée voisin. 
Au XVIIIe siècle et XIXe siècle, beaucoup de rénovations ont été réalisées, qui ont déformé les volumes primitifs. 

## Liens
- V. Kavelmakher , la sloboda d'Alexandrov (ru) Кавельмахер В. В. Государев двор в Александровой слободе (опыт реконструкции)
- V. Kavelmakher , la sloboda d'Alexandrov (ru) [ Кавельмахер В. В. Памятники архитектуры древней Александровой Слободы (сборник статей)
- Sergueï Zagraïevski Nouvelles recherches à propos de l'architecture de la sloboda d'Alexandrov/ Заграевский С. В. Новые исследования памятников архитектуры Александровской слободы